# Sergio Dogliani
Sergio Dogliani (Rivoli, Província de Torí, 18 de gener de 1959) és un bibliotecari italià resident a Londres, al Regne Unit. És conegut per ser un dels creadors, directius i difusors de les Idea Store, biblioteques públiques del districte de Tower Hamlets de Londres que en el segle XXI han esdevingut un referent mundial en la matèria. S'autodefineix com un no-bibliotecari.

## Biografia
Sergio Dogliani neix a Rivoli (Torí) el 1959. L'any 1980 viatja a Londres, ciutat on s'instal·la definitivament el 1984, començant una carrera en el món de l'ensenyament. És professor d'italià, cuina i informàtica, fins a esdevenir el 1991 director de la facultat d'idiomes, informàtica i humanitats.
El 2002 accedeix al comandament del primer Idea Store amb la inauguració d'Idea Store Bow. Posteriorment obté el lloc de Principal Idea Store Manager, fins a ascendir el 2010 en el càrrec actual de Deputy Head of Idea Store. Les seves funcions comprenen la responsabilitat de la gestió de 5 Idea Stores, 3 biblioteques tradicionals i 2 centres de formació contínua, gestió de recursos humans, màrqueting, infraestructures, formació professional i projectes estratègics.
Dogliani forma part del grup històric que va donar vida al projecte Idea Store, un concepte innovador que pertany al municipi de Tower Hamlets (Londres) i combina serveis bibliotecaris, cursos de formació i centres d'informació mitjançant una xarxa d'estructures que inclou cafeteria, galeries d'art i espais per a ús comunitari.
L'experiència Idea Store ha portat en Sergio a treballar amb arquitectes, funcionaris de l'administració i càrrecs polítics nacionals. Ha difós la filosofia dels Idea Store a França i Espanya i ha publicat articles a diaris i revistes d'Itàlia, Espanya, França i Regne Unit. També ha participat en programes televisius i radiofònics a Gran Bretanya (BBC) i Itàlia (Rai 3, Radio 2, Radio 3, Radio Capital i Radio Popolare).
En Sergio Dogliani intervé sovint a congressos i conferències en el circuit internacional (Escandinàvia, Holanda, Itàlia, Catalunya, França, Suïssa i República Xeca). El 2008 va conduir un seminari a la Public Library Association Conference a 
Minneapolis, USA i el 2010 un cicle de 6 masterclasses per al personal de totes les biblioteques de Catalunya encarregat pel Departament de Cultura de la Generalitat.
De les seves activitats no professionals, destaca el seu paper com a organitzador i presentador del festival de literatura, música i art Collisioni (Barolo, Piemont), amb grups de la categoria de Bob Dylan, Patti Smith, Carlo Verdone i Niccolò Ammaniti.
Està casat amb Emma Dogliani, soprano, i tenen tres fills: Zaki, Isabella i Rocco.